# Rhétoriosz
Egyiptomi Rhétoriosz (Ῥητόριος ὁ Αἰγύπτιος: Kr. u. 7. század eleje) görög asztrológus, egy nagy hatású, mára elveszett asztrológiai gyűjtemény, a Thészaurosz (Kincsestár) szerzője.
Gyűjteményes munkája, amelybe egész sor asztrológus – így Kritodémosz, alexandriai Szerapión, szidóni Dórotheosz, Balbillosz, athéni Antiokhosz, Ptolemaiosz, Vettius Valens, Anubión, alexandriai Paulosz, laodikeiai Iulianosz és Olümpiodórosz – műveit dolgozta be idézetek és utalások formájában, óriási hatást gyakorolt edesszai Theophiloszra és a köréhez tartozó korai arab asztrológusokra.
Művéből három elsődleges és több másodlagos-harmadlagos kivonat maradt fenn, valamint elszórt töredékek.